# Amelia Tessitore Gelanzè
Amelia Tessitore Gelanzè (Messina, 17 novembre 1866 – Napoli, dopo 1930) è stata una pittrice italiana.

## Biografia
Amelia Tessitore Gelanzè nasce a Messina ma vive prevalentemente a Napoli, dove impara a dipingere presso il padre Francesco Tessitore, allievo di Achille Carrillo e Domenico Morelli, insieme al fratello Fulvio. Secondo quanto scrive Enrico Giannelli nel 1916, ha come maestri i migliori artisti di Napoli.
A Napoli esordisce come pittrice a vent'anni, nel 1886, presentando alla Società Promotrice di Belle Arti, sorta nel 1861 sull'esempio delle Promotrici fiorentina e torinese, Una via dell'antica Napoli, olio su tela, attualmente nella collezione della banca Intesa Sanpaolo.
Nel 1887, l'artista presenta, sempre nell'ambito della Promotrice partenopea, La via di Poggioreale, opera che viene acquistata dal Banco di Napoli. Nel corso degli anni seguenti, continua a partecipare alle mostre napoletane con opere quali Parco Regina Margherita a Napoli (1911), acquistato dal Municipio di Napoli.
Amelia Tessitore Gelanzè partecipa ad altri eventi espositivi, fra cui L'Esposizione Italiana di Londra del 1888, con l'opera Tra le montagne del Vomero, e L'Esposizione Nazionale di Palermo (1891), presentando uno Studio dal vero, acquistato dal Municipio di Napoli.
Tra le altre sue opere, Il mio cortile, La salita del Monastero, Estate (1890) acquistato dalla Società Promotrice e toccato "in sorte a S. M. il Re Umberto I", In San Lorenzo (1891), Una villa nei dintorni di Napoli (1894), Cappella in San Lorenzo (1897). Lo stile ed i soggetti raffigurati mostrano che l'artista si sente vicina alla tradizione della Scuola di Posillipo.